# خاییز (بهبهان)
خاییز، روستایی از توابع بخش مرکزی شهرستان بهبهان در استان خوزستان ایران است.

## جمعیت
این روستا در دهستان حومه قرار دارد و براساس سرشماری مرکز آمار ایران در سال ۱۳۸۵، جمعیت آن ۱۵۳ نفر (۳۱خانوار) بوده است.
این روستا در دامنه کوه خاییز از رشته کوه‌های زاگرس و با فاصله حدود ۲۲ کیلومتری از شهرستان واقع شده است. منطقهٔ خاییز دارای طبیعت بکر و با قابلیت گردشگری و دارای درختان و گیاهان دارویی است. منطقهٔ گردشگری خاییز در شهرستان بهبهان بسیارمحبوب و مورد توجه گردشگران و مردم منطقه است.